# Blanki (jezioro)
Blanki (niem. Blankensee) – jezioro w Polsce, położone w województwie warmińsko-mazurskim, w powiecie lidzbarskim, w gminie Lidzbark Warmiński, na Wysoczyźnie Jeziorańsko-Bisztyneckiej.

## Opis
Powierzchnia wynosi 440 hektarów, natomiast głębokość maksymalna – 8,4 metra. Jezioro ma długość 7 km i szerokość 1,5 km.
Nad jeziorem leżą wsie Gajlity, Blanki i Suryty. Przez akwen przepływa rzeka Symsarna.
Na podstawie badań przeprowadzonych w 1999 roku wody jeziora zakwalifikowano do III klasy czystości, a zbiornik do III kategorii podatności na degradację.